# كريستيان نيرلينغر
كريستيان نيرلينغر (بالألمانية: Christian Nerlinger) مواليد 21 مارس 1973 في دورتموند، ألمانيا الغربية، هو لاعب كرة قدم ألماني دولي سابق كان يلعب كلاعب وسط. لعب خلال مسيرته 324 مباراة سجل خلالها 49 هدفاً.

## المسيرة الاحترافية

### أندية لعب لها
- بايرن ميونخ
- بوروسيا دورتموند
- نادي رينجرز
- نادي كايزرسلاوترن

## روابط خارجية
- كريستيان نيرلينغر على موقع قاعدة بيانات كرة القدم.إي يو (الإنجليزية)
- كريستيان نيرلينغر على موقع بيانات كرة القدم. دي إي (الألمانية)
- كريستيان نيرلينغر على موقع ناشيونال فوتبول تيمز (الإنجليزية)
- كريستيان نيرلينغر على موقع Soccerbase.com (لاعب) (الإنجليزية)
- كريستيان نيرلينغر على موقع عالم كرة القدم.نت (الإنجليزية)